# ریچارد اف گوردن جونیور
ریچارد اف گوردن جونیور (به انگلیسی: Richard F. Gordon, Jr.) فضانورد اهل کشور ایالات متحده آمریکا بود که در ۵ اکتبر ۱۹۲۹ میلادی در سیاتل، واشینگتن زاده شد و ۶ نوامبر ۲۰۱۷ درگذشت. وی در مأموریت جمینای ۱۱، آپولو ۱۲ حضور داشته‌است.